# Geert Wilders

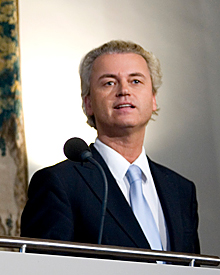
Geert Wilders în 2010

Geert Wilders (n. 6 septembrie 1963, Venlo, Limburg, Țările de Jos) este un politician de extremă dreaptă din Țările de Jos. Geert Wilders conduce partidul Partij voor de Vrijheid – PVV (Partidul pentru Libertate).
Marele succes electoral al lui Wilders, cunoscut pentru politica lui anti-imigrare, la alegerile recente din Olanda a speriat gigantul high-tech ASML, care se pregătește să părăsească Olanda, lucru care a îngrozit guvernul demisionar.